# Pseudomops simulans
Pseudomops simulans es una especie de cucaracha del género Pseudomops, familia Ectobiidae. Fue descrita científicamente por Stål en 1860.
Habita en Brasil.